# Callenberg
Callenberg é um município da Alemanha, situado no distrito de Zwickau, no estado da Saxônia. Tem 39,82 km² de área, e sua população em 2019 foi estimada em 4.928 habitantes.